# Pandemia de COVID-19 en Pará
El primer caso de la pandemia de enfermedad por coronavirus en Pará, estado de Brasil, inició el 18 de marzo de 2020. Hay 148.823 casos confirmados y 5.729 fallecidos.

## Cronología

### Marzo
El 18 de marzo, Pará registra el primer caso de la COVID-19 en Belém, capital del estado, un hombre de 37 años que había regresado recientemente de un viaje a Río de Janeiro.

### Abril
El 1 de abril el estado registra la primera muerte por la enfermedad. La paciente era una mujer de 87 años que vivía en el pueblo de Alter do Chão, en Santarém.
El 6 de abril, Belém, registra la primera muerte debido a COVID-19, la segunda en el estado. La paciente era una mujer de 50 años, sin información sobre comorbilidades.

## Registro
Lista de municipios de Pará con casos confirmados:
| Posición | Municipio             | N.º casos | N.º muertes |
| -------- | --------------------- | --------- | ----------- |
| 1        | Belém                 | 2087      | 181         |
| 2        | Ananindeua            | 420       | 16          |
| 3        | Castanhal             | 119       | 14          |
| 4        | Santarém (Pará)       | 91        | 6           |
| 5        | Parauapebas           | 88        | 7           |
| 6        | Breves                | 85        | 11          |
| 7        | Santa Izabel do Pará  | 73        | 1           |
| 8        | Santo Antônio do Tauá | 58        | 7           |
| 9        | Marituba              | 51        | 2           |
| 10       | Bragança (Pará)       | 49        | 5           |
| 11       | Abaetetuba            | 48        | 0           |
| 12       | Marabá                | 45        | 6           |
| 13       | Capanema (Pará)       | 44        | 3           |
| 14       | Vigia (Pará)          | 41        | 1           |
| 15       | Benevides             | 39        | 5           |
| 16       | Barcarena (Pará)      | 36        | 3           |
| 17       | São Miguel do Guamá   | 35        | 2           |
| 18       | Paragominas           | 30        | 3           |